# Macula densa

Schema del corpuscolo renale. La lettera D indica l'apparato iuxtaglomerulare:
5b. Mesangio – cellule extraglomerulari
6. Cellule granulari (cellule juxtaglomerulari)
7. Macula densa

La macula densa è una struttura microscopica localizzata nel tubulo renale distale, nel punto in cui quest'ultimo attraversa il polo vascolare del glomerulo da cui è originato. Dal punto di vista morfologico essa rappresenta il punto di passaggio fra il segmento rettilineo e quello convoluto del tubulo distale. Funzionalmente, la macula densa è parte dell'apparato iuxtaglomerulare.

## Struttura
Anatomicamente, la macula densa è costituita da un breve tratto del tubulo renale nel quale le cellule assumono particolari caratteristiche, apparendo piccole, con scarso citoplasma e nuclei ravvicinati. Quest'ultima caratteristica conferisce alla macula densa, in microscopia ottica, il caratteristico aspetto "affollato" dei nuclei che ne giustifica il nome. La membrana basale delle cellule è in continuità con quella delle cellule granulari e agranulari dell'apparato iuxtaglomerulare.

## Funzione

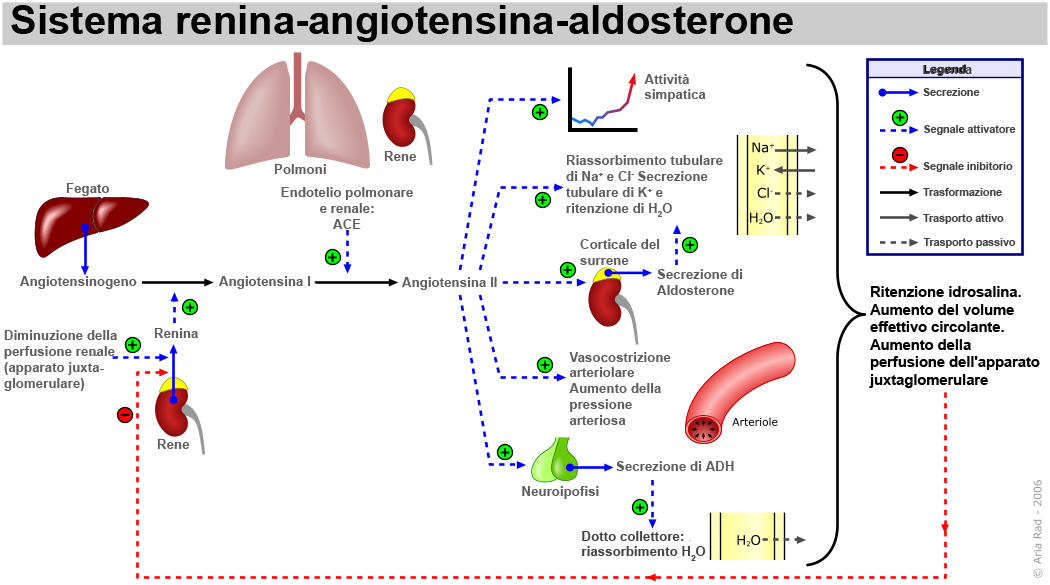
Schema d'azione del sistema renina-angiotensina-aldosterone.

La macula densa svolge la funzione di chemocettore, ossia di sensore chimico, specializzato nel rilevare la concentrazione di cloruro di sodio nel liquido tubulare. Una diminuzione di tale concentrazione viene percepita dalla macula densa come una riduzione della pressione arteriosa sistemica, poiché in questo caso, normalmente, l'escrezione urinaria di sodio si riduce.
La macula densa invia quindi alle cellule iuxtaglomerulari dei segnali che portano a un aumento nella produzione di renina, innescando un meccanismo che porta infine all'aumento della pressione arteriosa.